# Vizzola Ticino
Vizzola Ticino es una localidad y comune italiana de la provincia de Varese, región de Lombardía, con 552 habitantes.

## Evolución demográfica
| Gráfica de evolución demográfica de Vizzola Ticino entre 1861 y 2001 |
|                                                                      |
| Fuente ISTAT - elaboración gráfica de Wikipedia                      |